# شون ميرفي (لاعب كرة قدم أمريكية)
شون ميرفي (بالإنجليزية: Shawn Murphy)‏ هو لاعب كرة قدم أمريكية أمريكي، ولد في 17 ديسمبر 1982 في أتلانتا في الولايات المتحدة.

## وصلات خارجية
- شون ميرفي على موقع مرجع كرة القدم المحترفة.كوم (الإنجليزية)